# Kismező utcai temető (Kolozsvár)

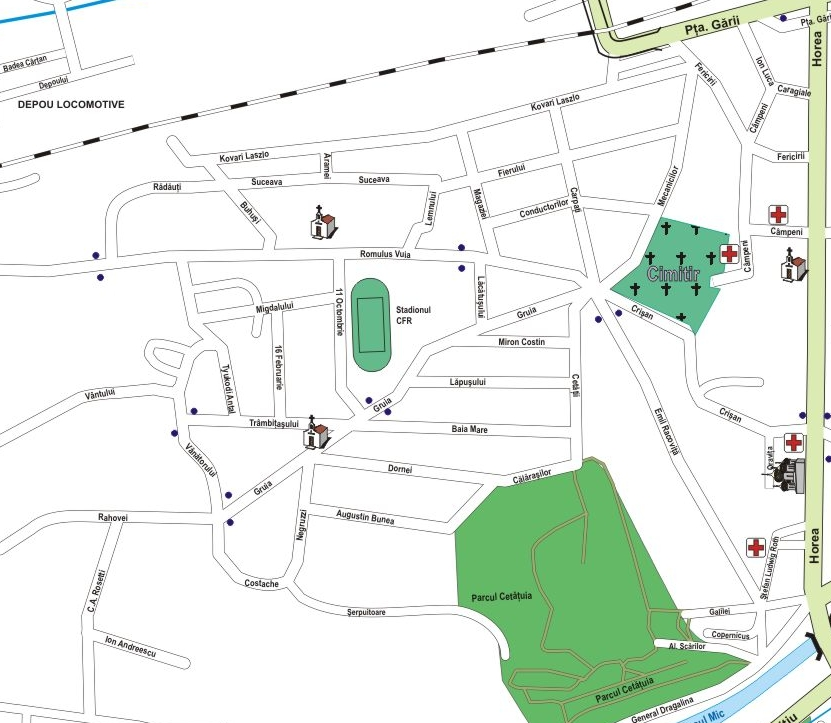
A temető jobb oldalon középen

Kismező utcai temető (régen Hídelvei temető, Kalandos temető, románul Cimitirul Crișan, szász nyelven Tyffgraben) Kolozsvár egyik köztemetője a Fellegvár negyedben.

## Története
A Hídelvei temető vagy Kalandos temető néven is ismert temetőt a Házsongárdi temetővel majdnem egy időben, 1587-ben nyitották meg.  A hóstáti kalandos társulatok egyik temetkezési helye a Házsongárdi temető északkeleti része mellett.
A temető 1600 sírhelyet foglal magában; 1986-ban elfogytak a szabad sírhelyek.

## Nevezetes halottai
- Nicolae Bareliuc (1924–1997) orvosprofesszor, az anatómia oktatója
- Benkő András (1923–2001) zenetörténész
- Csibi Vencel (1945–2019) gépészmérnök, egyetemi tanár
- Fodor Nagy Éva (1928–2022) festőművész
- Fodor Sándor (1927–2012) író
- Gobesz Ferdinánd (1929–2000) műegyetemi tanár
- Kovács Béla (1918–2004) agrármérnök, agrárfőiskolai oktató
- Lakatos István (1904–1993) politikus, közíró
- Pompiliu Teodor(wd) (1930–2001) történész, egyetemi tanár
- Szabó Zoltán (1927–2007) nyelvész, egyetemi tanár
- Szarvady Gyula (1929–2001) zeneszerző, karmester
- Tenkei Tibor (1928–1990) gépészmérnök

1943. június 27-én a Hídelvei Földész Kalandos Társulat  25 első világháborús hősi halottjának emlékművet emelt a temető bejáratánál. Az emlékmű felirata: „Az 1914–1918-ig világháborúban elesett hősök mint társulati tagok”. Alatta a 25 név életkorral.

## Síremlékek

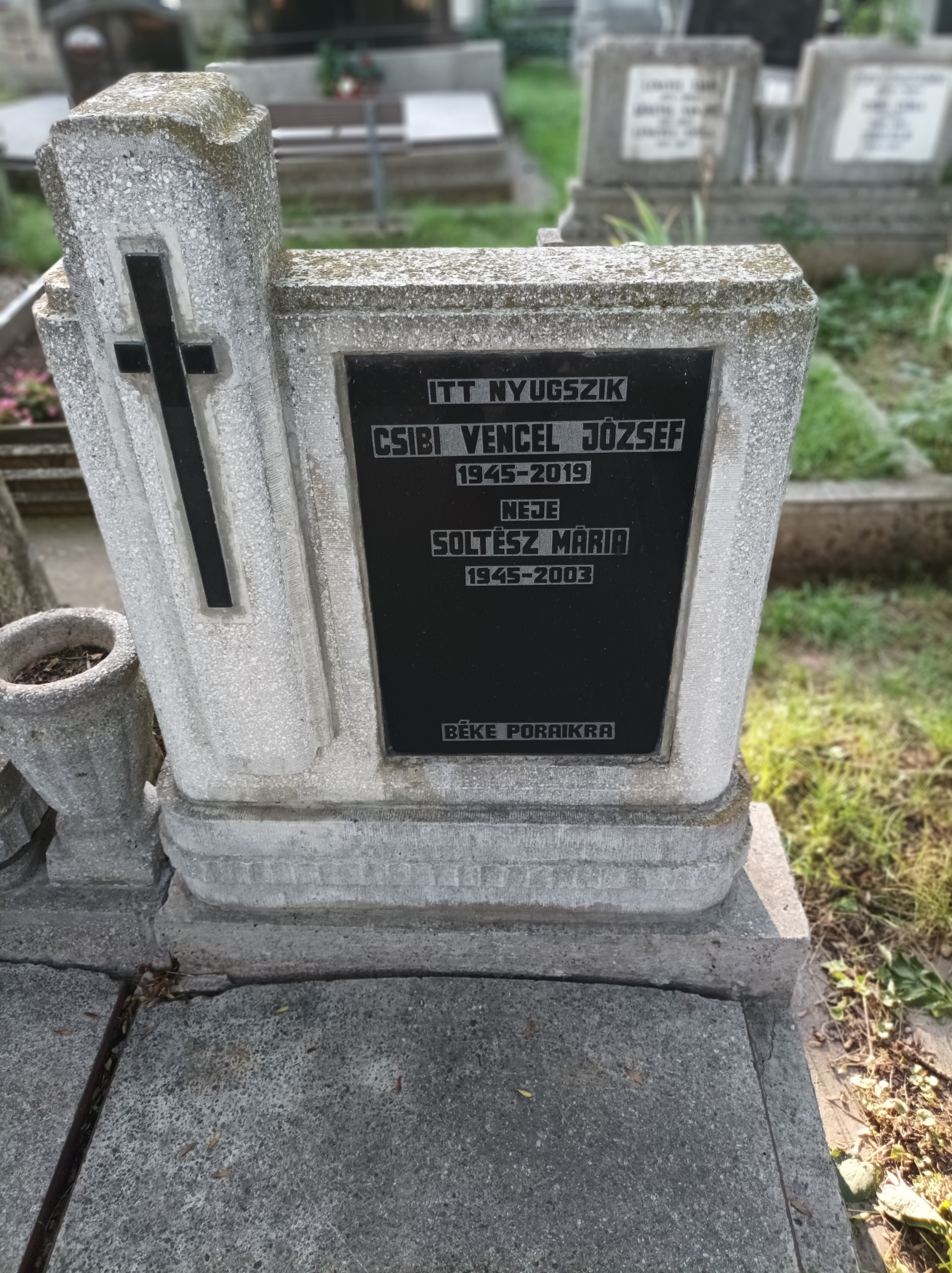
Csibi Vencel
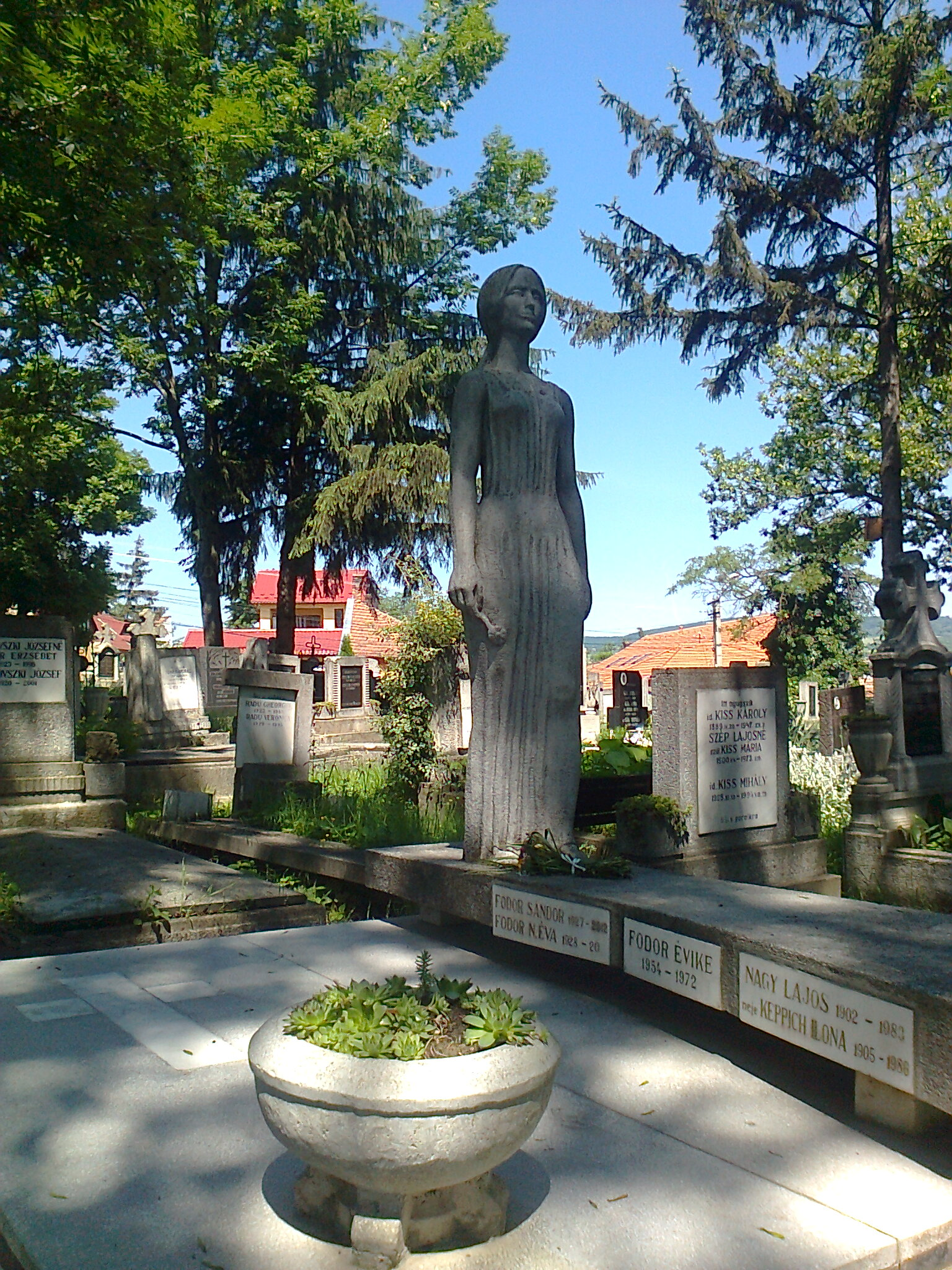
Fodor Sándor és felesége
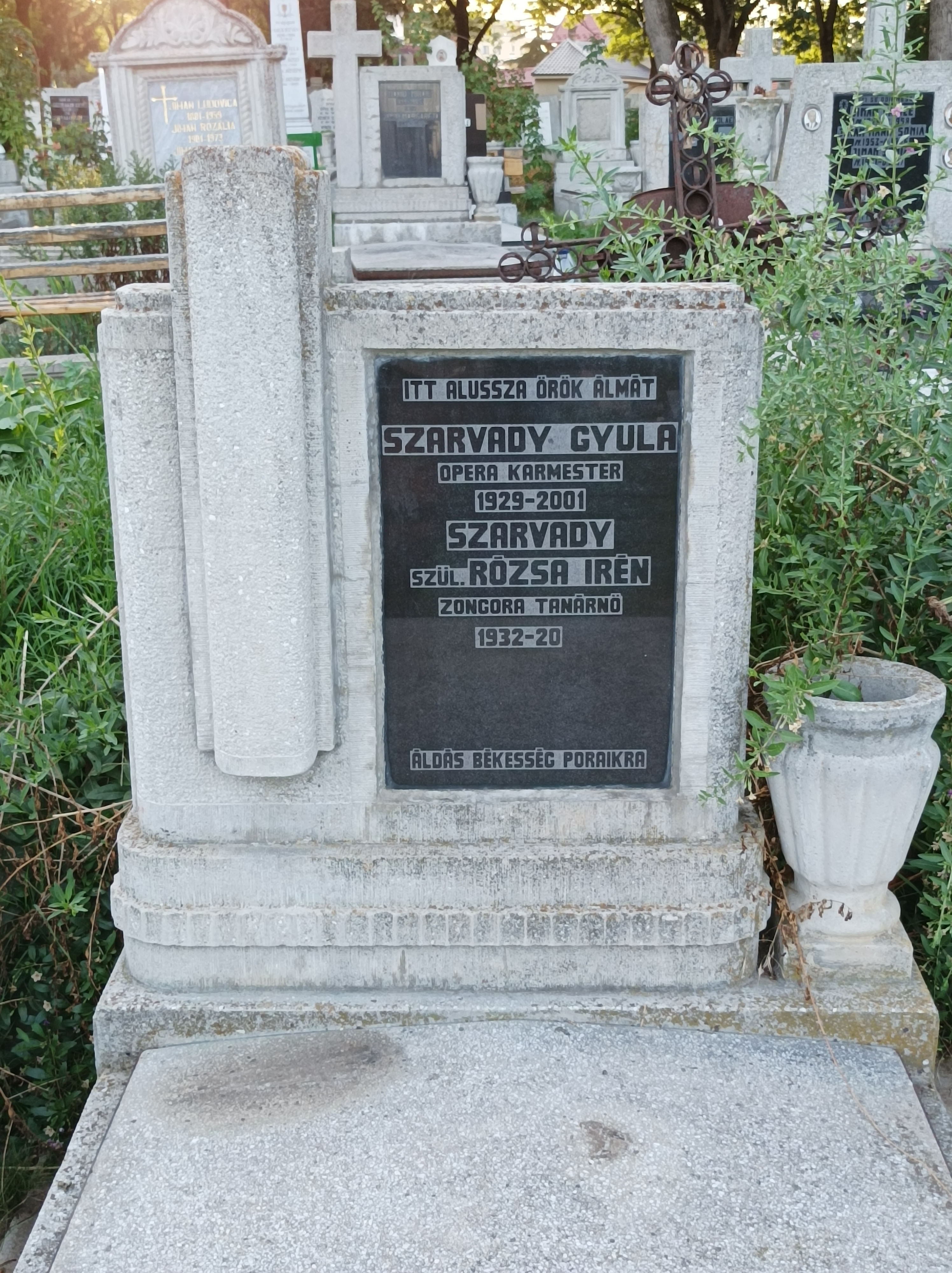
Szarvady Gyula
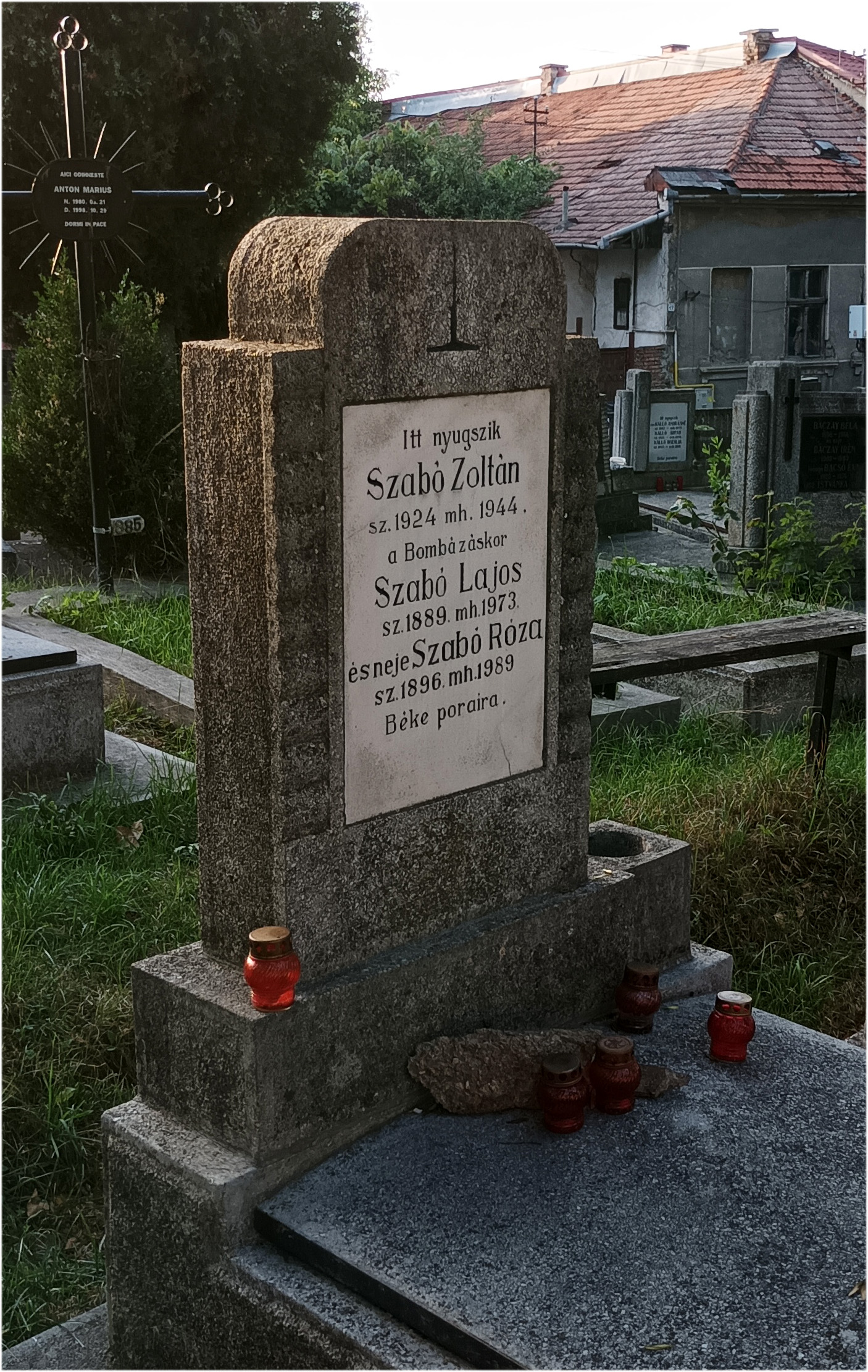
Az 1944-es amerikai bombatámadás egyik áldozata
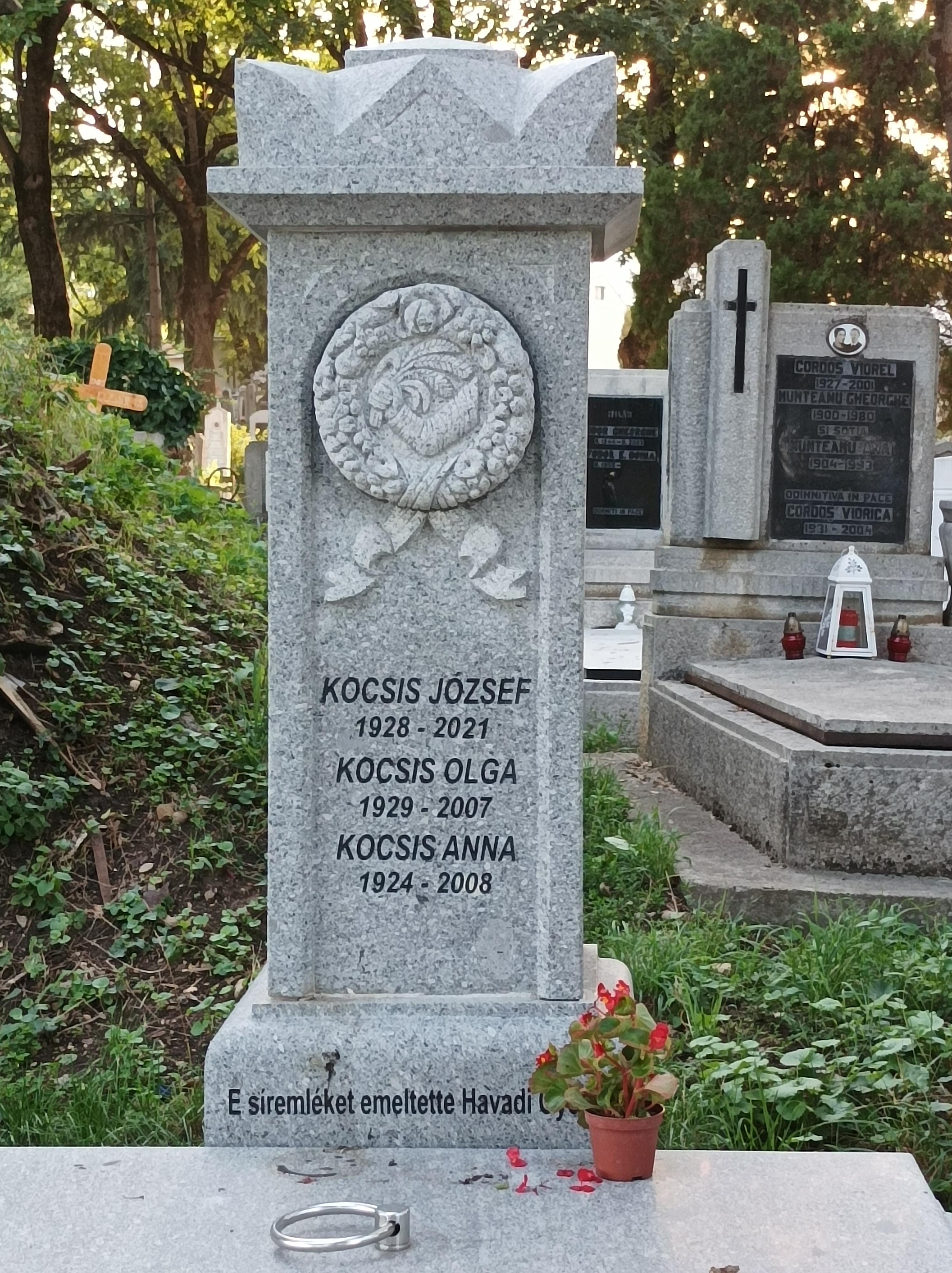
Hóstáti földész sírja
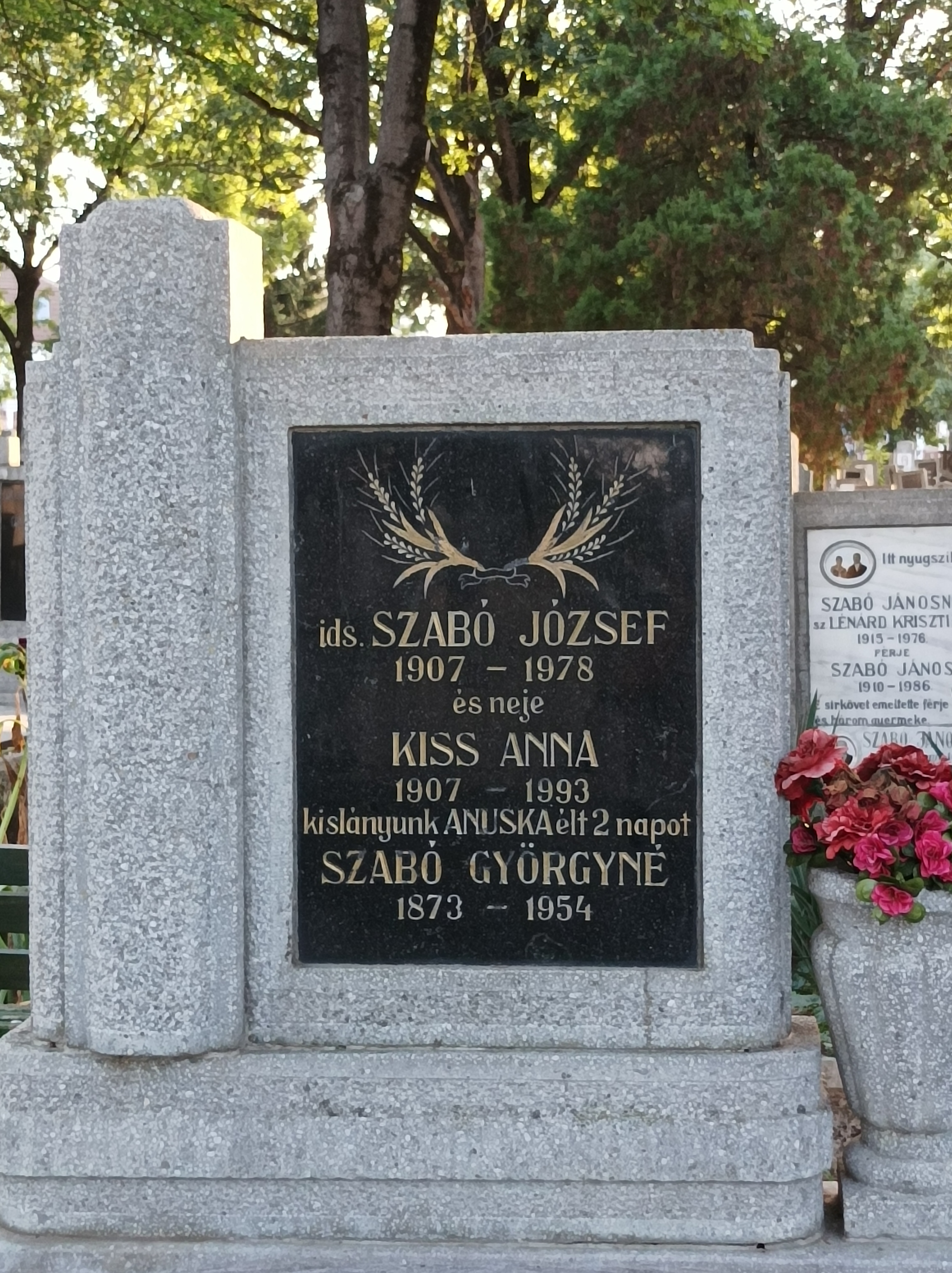
Hóstáti földész sírja
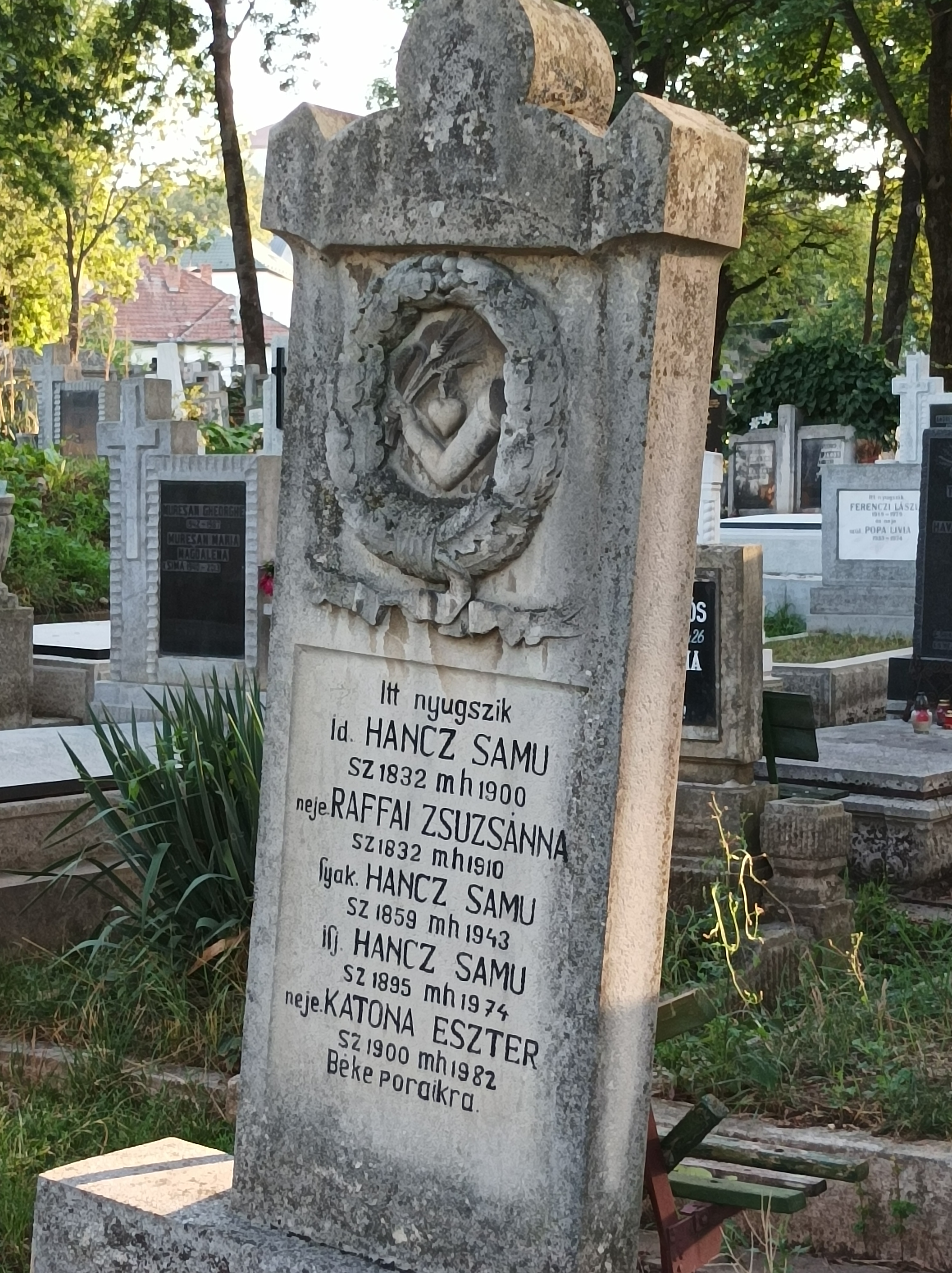
Hóstáti földész sírja
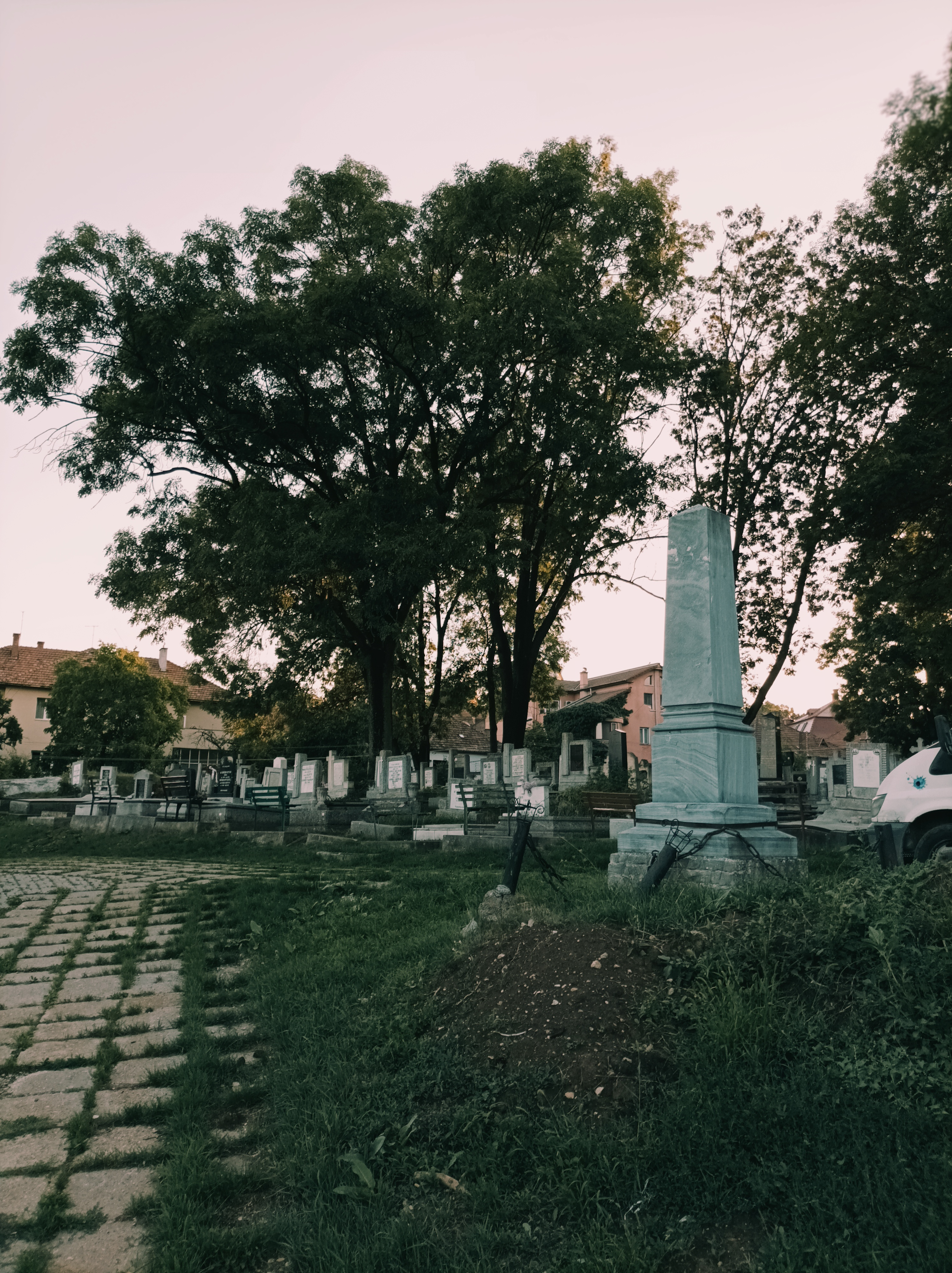
Első világháborús emlékmű